# Ekran (satélite)

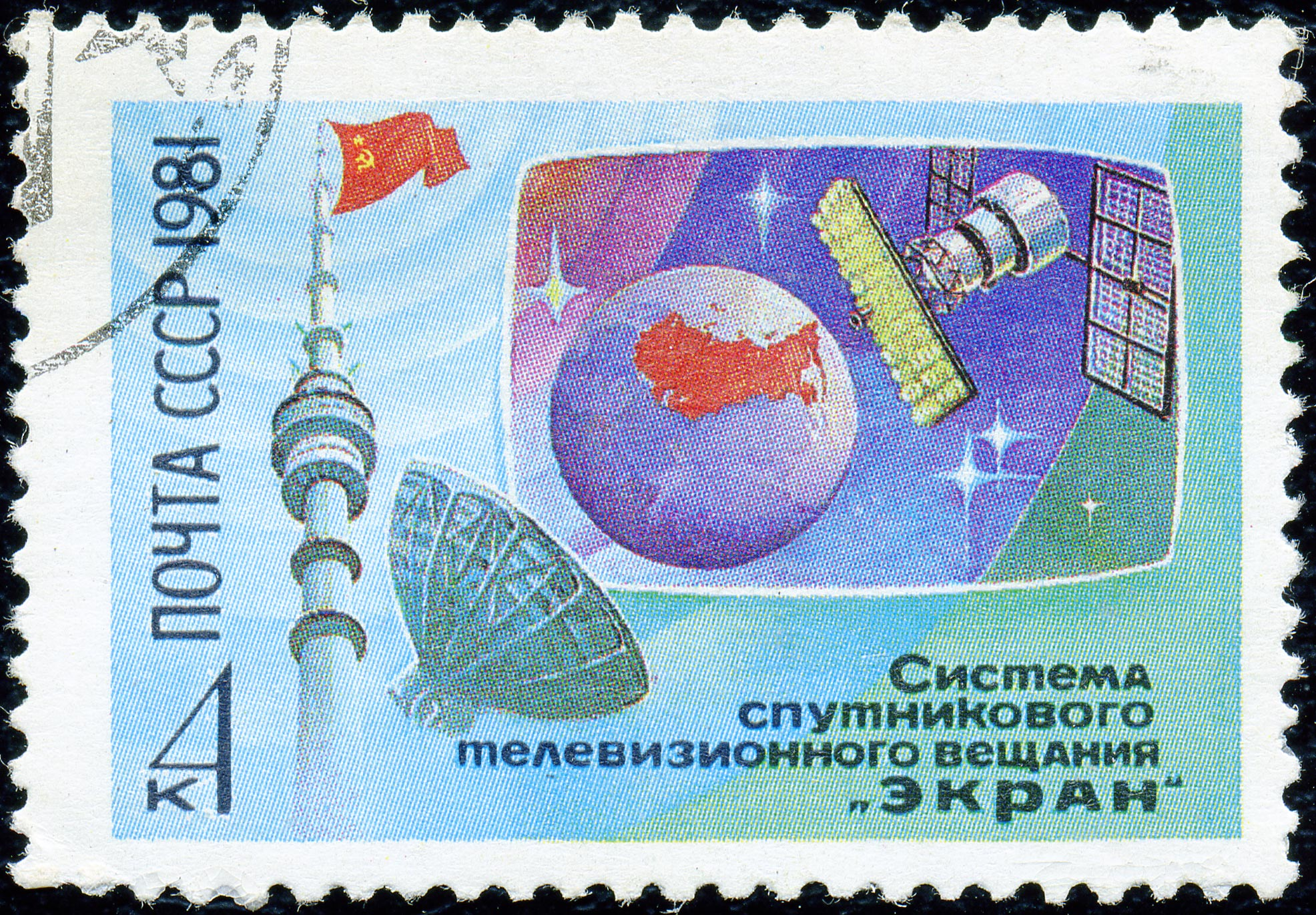
Selo soviético comemorando o sistema de satélites de comunicações Ekran.

Ekran (Экран em russo, significa tela), também conhecida como Stationar-T e pelo código de artigo 11F647, foi uma família de satélites de comunicações geoestacionários soviéticos.
Os satélites Ekran formaram o primeiro sistema de satélites geoestacionários soviéticos e iniciaram o primeiro serviço em todo o mundo de emissão de televisão por satélite direto para o lar, proporcionando sinal de televisão a cores a Sibéria e no norte distante. Ao todo foram lançados 21 satélites da família Ekran entre 1976 e 1988, todos com foguetes Proton a partir do Cosmódromo de Baikonur, com quatro fracassos.
Os desenhos preliminares contemplavam o uso de energia nuclear para alimentar os satélites e um foguete de elevação da órbita alimentado por hidrazina e fluorina, mas o projeto foi indeferido para 1973 pela complexidade técnica e os riscos associados. O desenho final, que usava o ônibus KAUR-3, alimentado através de energia solar fotovoltaica e usava um foguete de elevação até a órbita geoestacionária, o Block DM, alimentado por oxigênio líquido e querosene. Estabilizava-se nos três eixos com uma precisão de 0,25 graus graças a alguns pequenos motores de correção. O sistema de regulação térmica usava um mecanismo ativo de mudança de fase de líquido para gás e os painéis solares mediam 25 m² e proporcionavam uma potência de 1280 watts.
Após os primeiros lançamentos, o sistema foi declarado operacional em 1980.

## Histórico de lançamentos
| Satélite             | Data                    | Plataforma de lançamento | Veículo de lançamento | Resultado | Notas                                                                 |
| -------------------- | ----------------------- | ------------------------ | --------------------- | --------- | --------------------------------------------------------------------- |
| Ekran 1 (Ekran 11L)  | 26 de outubro de 1976   | Cosmódromo de Baikonur   | Proton-K/Blok-DM      | Êxito     | Primeiro lançamento de um Ekran.                                      |
| Ekran 2 (Ekran 12L)  | 20 de setembro de 1977  | Cosmódromo de Baikonur   | Proton-K/Blok-DM      | Êxito     |                                                                       |
| Ekran 13L            | 27 de maio de 1978      | Cosmódromo de Baikonur   | Proton-K/Blok-DM      | Falha     | Falha do primeiro estágio do foguete Proton-K durante o lançamento.   |
| Ekran 15L            | 17 de agosto de 1978    | Cosmódromo de Baikonur   | Proton-K/Blok-DM      | Falha     | Falha do primeiro estágio do foguete Proton-K durante o lançamento.   |
| Ekran 14L            | 17 de outubro de 1978   | Cosmódromo de Baikonur   | Proton-K/Blok-DM      | Falha     | Explosão do segundo estágio do foguete Proton-K durante o lançamento. |
| Ekran 3 (Ekran 16L)  | 21 de fevereiro de 1979 | Cosmódromo de Baikonur   | Proton-K/Blok-DM      | Êxito     |                                                                       |
| Ekran 4 (Ekran 17L)  | 3 de outubro de 1979    | Cosmódromo de Baikonur   | Proton-K/Blok-DM      | Êxito     |                                                                       |
| Ekran 5 (Ekran 19L)  | 14 de julho de 1980     | Cosmódromo de Baikonur   | Proton-K/Blok-DM      | Êxito     |                                                                       |
| Ekran 6 (Ekran 20L)  | 26 de fevereiro de 1980 | Cosmódromo de Baikonur   | Proton-K/Blok-DM      | Êxito     |                                                                       |
| Ekran 7 (Ekran 21L)  | 25 de junho de 1981     | Cosmódromo de Baikonur   | Proton-K/Blok-DM      | Êxito     |                                                                       |
| Ekran 8 (Ekran 22L)  | 5 de fevereiro de 1982  | Cosmódromo de Baikonur   | Proton-K/Blok-DM      | Êxito     |                                                                       |
| Ekran 23L            | 22 de julho de 1982     | Cosmódromo de Baikonur   | Proton-K/Blok-DM      | Falha     | Falha do primeiro estágio do foguete Proton-K durante o lançamento.   |
| Ekran 9 (Ekran 24L)  | 16 de setembro de 1982  | Cosmódromo de Baikonur   | Proton-K/Blok-DM      | Êxito     |                                                                       |
| Ekran 10 (Ekran 18L) | 12 de março de 1983     | Cosmódromo de Baikonur   | Proton-K/Blok-DM      | Êxito     |                                                                       |
| Ekran 11 (Ekran 25L) | 29 de setembro de 1983  | Cosmódromo de Baikonur   | Proton-K/Blok-DM      | Êxito     |                                                                       |
| Ekran 12 (Ekran 26L) | 16 de março de 1984     | Cosmódromo de Baikonur   | Proton-K/Blok-DM      | Êxito     |                                                                       |
| Ekran 13 (Ekran 27L) | 24 de agosto de 1984    | Cosmódromo de Baikonur   | Proton-K/Blok-DM      | Êxito     |                                                                       |
| Ekran 14 (Ekran 28L) | 22 de março de 1984     | Cosmódromo de Baikonur   | Proton-K/Blok-DM      | Êxito     |                                                                       |
| Ekran 15 (Ekran 30L) | 24 de maio de 1986      | Cosmódromo de Baikonur   | Proton-K/Blok-DM      | Êxito     |                                                                       |
| Ekran 16 (Ekran 29L) | 3 de setembro de 1987   | Cosmódromo de Baikonur   | Proton-K/Blok-DM      | Êxito     |                                                                       |
| Ekran 17 (Ekran 31L) | 6 de maio de 1988       | Cosmódromo de Baikonur   | Proton-K/Blok-DM      | Êxito     | Último lançamento de um Ekran                                         |